# STAND!!
『STAND!!』（スタンド!!）は、フジファブリックのメジャー9枚目のアルバム。2016年12月14日にソニー・ミュージックアソシエイテッドレコーズから発売された。

## 概要
前作『LIFE』より2年3ヶ月ぶりとなるアルバム。
初回生産限定盤A・Bと通常盤の3タイプで発売され、初回生産限定盤Aには、「Green Bird」、「夢みるルーザー」、「Girl! Girl! Girl!」、「ポラリス」、「SUPER!!」のMV、特典映像として「フジファブリックのメンバー工場見学」が、初回限定盤Bには、ライブ映像として「フジファブリック LIVE TOUR 2016 "三日月ADVENTURE" at EX THEATER ROPPONGI on 2016.6.8」のタイトルを冠した映像を収録したDVDが付属している。

## 収録曲

### CD
| #         | タイトル              | 作詞                 | 作曲                     | 時間  |
| --------- | --------------------- | -------------------- | ------------------------ | ----- |
| 1.        | 「FREEDOM」           | 山内総一郎           | 山内総一郎               | 5:28  |
| 2.        | 「SUPER!!」           | 山内総一郎           | 山内総一郎・金澤ダイスケ | 4:54  |
| 3.        | 「Green bird」        | 山内総一郎・百田留衣 | 山内総一郎・百田留衣     | 5:06  |
| 4.        | 「炎の舞」            | 山内総一郎           | 山内総一郎               | 5:17  |
| 5.        | 「have a good time」  | 加藤慎一             | 加藤慎一                 | 3:12  |
| 6.        | 「プレリュード」      | 加藤慎一             | 金澤ダイスケ             | 4:32  |
| 7.        | 「COLORS」            | 山内総一郎           | 山内総一郎               | 4:00  |
| 8.        | 「ポラリス」          | 金澤ダイスケ         | 金澤ダイスケ             | 5:12  |
| 9.        | 「Girl! Girl! Girl!」 | 山内総一郎           | 山内総一郎               | 5:03  |
| 10.       | 「the light」         | 金澤ダイスケ         | 金澤ダイスケ             | 5:09  |
| 合計時間: | 合計時間:             | 合計時間:            | 合計時間:                | 47:56 |

### 初回生産限定盤A　Disc2(DVD)
各収録曲はPV映像
| #  | タイトル                                            | 作詞                 | 作曲                     |
| -- | --------------------------------------------------- | -------------------- | ------------------------ |
| 1. | 「Green bird」                                      | 山内総一郎・百田留衣 | 山内総一郎・百田留衣     |
| 2. | 「夢みるルーザー」                                  | 山内総一郎           | 山内総一郎               |
| 3. | 「Girl! Girl! Girl!」                               | 山内総一郎           | 山内総一郎               |
| 4. | 「ポラリス」                                        | 金澤ダイスケ         | 金澤ダイスケ             |
| 5. | 「SUPER!!」                                         | 山内総一郎           | 山内総一郎・金澤ダイスケ |
| 6. | 「フジファブリックのフェンダー工場見学 (特典映像)」 | -                    | -                        |

### 初回生産限定盤B　Disc2(DVD)
「フジファブリック LIVE TOUR 2016 "三日月ADVENTURE" at EX THEATER ROPPONGI on 2016.6.8」のタイトルが付されており、同公演の映像が収録されている。
| #   | タイトル                | 作詞                   | 作曲         |
| --- | ----------------------- | ---------------------- | ------------ |
| 1.  | 「徒然モノクローム」    | 加藤慎一               | 山内総一郎   |
| 2.  | 「スワン」              | 金澤ダイスケ・加藤慎一 | 金澤ダイスケ |
| 3.  | 「熊の惑星」            | 志村正彦               | 加藤慎一     |
| 4.  | 「robologue」           | 山内総一郎             | 金澤ダイスケ |
| 5.  | 「花」                  | 志村正彦               | 志村正彦     |
| 6.  | 「ブルー」              | 山内総一郎             | 山内総一郎   |
| 7.  | 「LIFE」                | 山内総一郎             | 山内総一郎   |
| 8.  | 「バタアシParty Night」 | 山内総一郎             | 山内総一郎   |
| 9.  | 「Surfer King」         | 志村正彦               | 志村正彦     |
| 10. | 「同じ月」              | 志村正彦               | 志村正彦     |
| 11. | 「虹」                  | 志村正彦               | 志村正彦     |

## 収録曲解説
1. FREEDOM
2. SUPER!!
  - 18thシングル。
3. Green bird
  - コンセプトミニアルバム「BOYS」収録曲。
  - ドラマ「となりの関くん」主題歌
4. 炎の舞
  - THE YELLOW MONKEYのライブを見た後に製作した曲であり、仮タイトルは「yellow」[要出典]。
5. have a good time
6. プレリュード
7. COLORS
  - ミニミニCMソング
  - アイドルグループ私立恵比寿中学への提供曲候補として製作された経緯がある。同グループへは加藤慎一が作詞作曲した「お願いジーザス」が提供されたため、この曲は「COLORS」として本作へ収録される運びとなった。
  - アルバムのみに収録された楽曲がCMに使用されたことは初めて。
8. ポラリス
  - 17thシングル。
  - TBS系列アニメ『マギ シンドバッドの冒険』エンディングテーマ
9. Girl! Girl! Girl!
  - コンセプトミニアルバム「GIRLS」収録曲。
  - H.I.S.「台湾キャンペーン」CMソング
10. the light